# Oligomyrmex africanus
Oligomyrmex africanus är en myrart som först beskrevs av Auguste-Henri Forel 1910.  Oligomyrmex africanus ingår i släktet Oligomyrmex och familjen myror. Inga underarter finns listade i Catalogue of Life.